# ファインベルクバウ
ファインベルクバウ（Feinwerkbau）は、ドイツの銃器メーカー。正式社名は、Feinwerkbau Westinger & Altenburger GmbH。略称、FWB。日本では略して単に、“バウ”と呼ばれることも多い。
特にエアライフル用競技銃の分野では、非常に高いシェアを誇る。

## 代表的な製品

### 競技銃（エアライフル）
- M110　※レバー・スプリング式（有反動）
- M150　※レバー・スプリング式
- M300　※レバー・スプリング式
- M600　※ポンプ式
- M601　※ポンプ式
- M602　※ポンプ式
- M603　※ポンプ式
- C60　※CO2式
- C62　※CO2式
- P70　※圧縮空気式
- M700　※圧縮空気式
- M800　※圧縮空気式

### 競技銃（22口径ライフル）
- M2600
- M2602
- M2700
- M2800

### 競技銃（エアピストル）

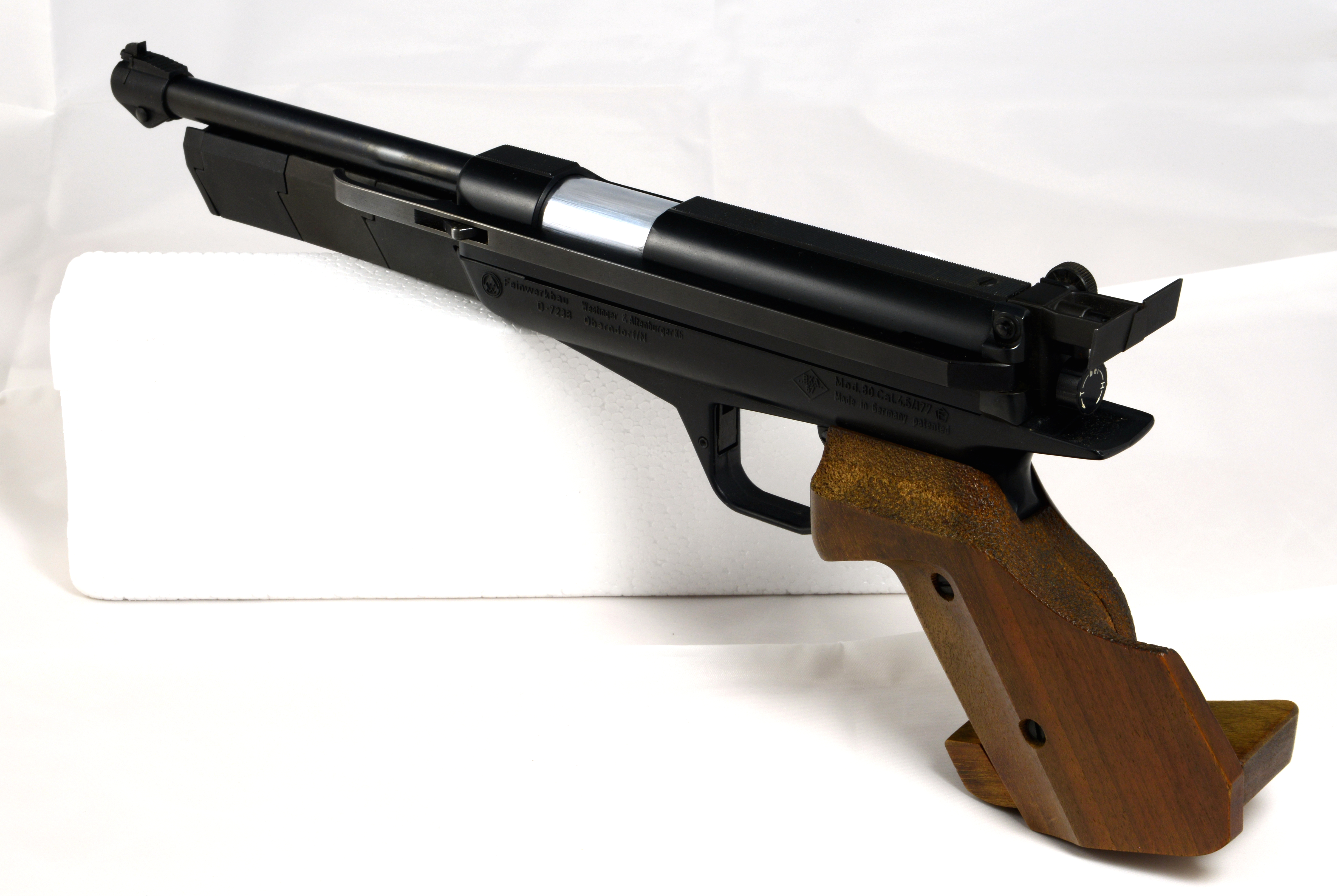
M80

- M65　※レバー・スプリング式
- M80　※レバー・スプリング式
- M90　※レバー・スプリング式
- C10　※CO2式
- C20　※CO2式
- C25　※CO2式
- P40　※圧縮空気式
- P44　※圧縮空気式
- P56　※圧縮空気式
- P103　※ポンプ式